# Kalapalo

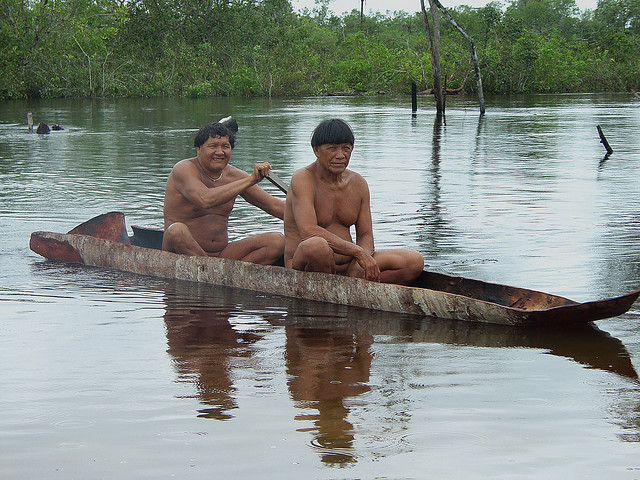
Zwei Kalapalos im Kanu (2008).

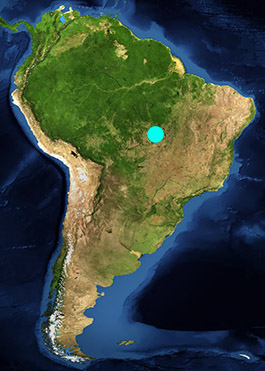
Lage des Siedlungsgebietes

Die Kalapalo, portugiesisch Calapalos, sind ein indigener Stamm, der in der zentralbrasilianischen Region Alto Xingu im Parque Indígena do Xingu in Mato Grosso im brasilianischen Teil des Amazonasbeckens lebt.
Die Sprache der Kalapalo gehört zu den karibischen Sprachen.
Die Bevölkerungszahl wurde 2011 (IPEAX) mit 385 Indigenen angegeben, 2014 mit 669 (Siasi/Sesai), die in acht Walddörfern (aldeias) am Rio Kuluene leben.